# أسكرام
أسكرام هي هضبة عالية في جبال هقار جنوب الجزائر، حيثُ تبرز من هضبة أتاكور في أسكرام، حيثُ تقع داخل حديقة هقار الوطنية. يبلغ ارتفاعها 2,180 مترًا.
تَقع صومعة شارل دو فوكو على قمة هضبة أسكرام، ولا يزال يسكنها عدد قليل من الرُهبان.